# Metodo Kousmine

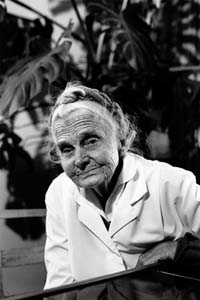
Catherine Kousmine, medico che ha proposto il metodo.

Il cosiddetto Metodo Kousmine è un sistema di alimentazione presentato come uno strumento di lotta a malattie come il cancro, spesso suggerito da medici che seguono i dettami delle medicine alternative e da naturopati. Il metodo si basa, oltre che sulle regole di alimentazione, sull'igiene intestinale, sull'equilibrio acido-base, sull'integrazione nutrizionale con macrodosi di vitamine e sugli oligoelementi, nonché sulla consulenza psicosociale. Questo metodo, nonostante non vi sia alcuna evidenza scientifica della sua efficacia, viene diffuso come in grado non solo di guarire le patologie tumorali, ma tra le altre cose la bronchite cronica, le allergie, le malattie cardiovascolari, la poliartrite e la sclerosi multipla.
Esso prende il nome da Catherine Kousmine (Chvalynsk 17 settembre 1904 - Lutry 24 agosto 1992), medico svizzero di origine russa, che lo ha proposto.

## Descrizione
Il metodo, che non ha alcuna validità scientifica, comprende alcuni principi fondamentali, tra i quali la riduzione del consumo di carni e derivati animali, l'eliminazione dello zucchero bianco e di cereali raffinati, nonché l'assunzione di grandi quantità di frutta e verdura, e in generale di alimenti che aiutino l'organismo a mantenere un'acidità controllata. Come strumento per l'igiene intestinale e per liberarsi dalle tossine presenti nel corpo, vengono consigliati enteroclismi regolari e la pratica dell'Oil pulling. La Kousmine si basava sul presupposto che molte malattie sono da ricondurre a una percentuale eccessiva di acidi nel corpo a causa di un'alimentazione scorretta. I pazienti secondo il suo pensiero dovevano verificare regolarmente il valore del pH dell'urina e, alla sua discesa al di sotto di una soglia stabilita, assumere citrati per regolarizzarlo. In realtà per modificare il pH urinario (che può essere differente da quello plasmatico) sarebbero necessarie quantità enormi di citrati con le quali si otterrebbero effetti potenzialmente pericolosi per l'organismo.
Un'altra osservazione della Kousmine è una generale carenza nella dieta moderna di acidi grassi polinsaturi (quasi assenti per esempio nell'olio di oliva), presenti invece negli oli di semi spremuti a freddo (girasole, lino, ecc.) e necessari per il mantenimento integro della mucosa intestinale (importante filtro di virus, batteri, sostanze tossiche) e senza la cui azione protettiva il sistema immunitario si troverebbe in situazione permanente di iperattività che lo porterebbe alla lunga a situazioni di stress e di scarsa efficacia nell'ordinaria attività di difesa del corpo con anche più gravi fenomeni degenerativi.

## Critiche
- La medicina scientifica si basa sul presupposto che un corpo sano può eliminare senza problemi gli acidi in eccesso e che pertanto non si può arrivare a un'acidificazione eccessiva (acidosi metabolica) continua.
- Il valore del pH dell'urina indica solo che gli acidi vengono effettivamente eliminati tramite i reni. Esso oscilla nel corso della giornata; non è un indicatore di un'acidificazione eccessiva del corpo; questa potrebbe venire stabilita solo mediante un'analisi del sangue.
- Non esistono studi indipendenti che documentino un qualsiasi effetto di questa dieta sulle patologie che propone di combattere, come tumori[3] o sclerosi multipla, com attestato dalla Commissione sulla sclerosi multipla dell'National Academy of Medicine.[4]
- La Multiple Sclerose International Federation dichiara: «Non esiste una motivazione scientifica del fatto che un determinato metodo nutrizionale sia efficace nel trattamento della SM».[5]